# Ptychodus

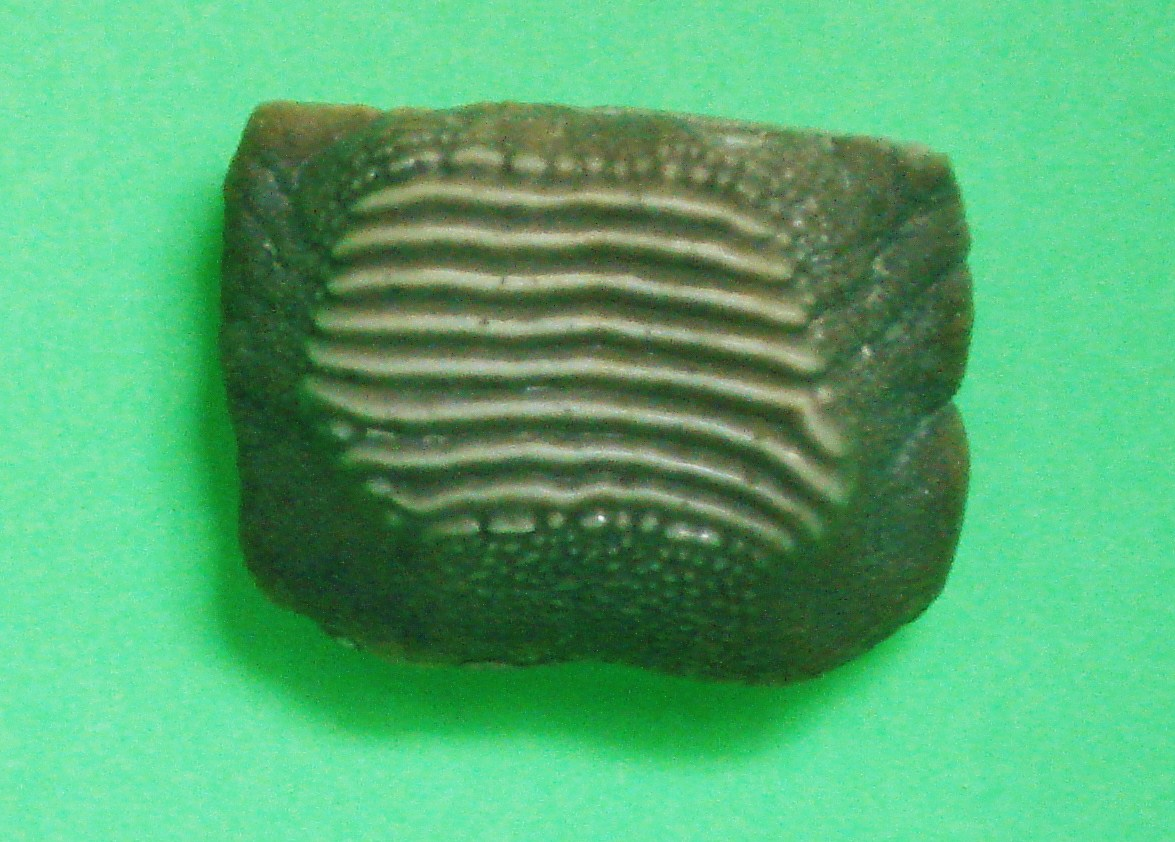
Зуб Ptychodus mammillaris

Ptychodus — вимерлий рід  акул родини Ptychodontidae ряду Hybodontiformes. Жили в  крейдяному періоді, особливо були поширені у  верхній крейді.
Птиходуси були морськими донними акулами, зовні схожими на представників ряду  воббегонгоподібних. В основному мешкали в морях  Північної півкулі, де були найбільшими рибами. Великі види — Ptychodus mortoni і Ptychodus rugosus. Перший досягав у довжину 10 м, другий — 14,5 м, що робило їх самими великими рибами  крейдяного періоду.
Так як Ptychodus належить до  хрящових риб, у викопному стані від нього зазвичай зберігаються тільки зуби. Це типові дроблячі зуби: тупі, плоскі і широкі, їх жувальна поверхня покрита ребрами. Такі зуби характерні для тварин, що живляться твердою їжею (молюсками й іншими тваринами, захищеними раковиною або панциром).

## Зовнішні посилання
- BBC page on Ptychodus mortoni: «Giant predatory shark fossil unearthed in Kansas» [Архівовано 14 квітня 2021 у Wayback Machine.]
- Niedźwiedzki R. Gigant z morza kredowego // Wiedza i Życie. — 2010. — № 4. — S. 14.